# Ballbreaker
Ballbreaker – trzynasty album studyjny australijskiego zespołu AC/DC, wydany 26 września 1995 roku. Album wyróżnia powrót pierwotnego perkusisty AC/DC, Phila Rudda, który został wyrzucony z zespołu z powodu jego problemów z alkoholem i Malcolmem Youngiem. Z tego albumu zostały wydane trzy single: „Hard as a Rock”, „Cover You in Oil”, i „Hail Caesar”. Album został wyprodukowany przez Ricka Rubina, który jest wielkim fanem AC/DC. Rubin pracował wcześniej z zespołem nad utworem/singlem „Big Gun”, który został wydany w 1993 r. na soundtracku do filmu Bohater ostatniej akcji.
Płyta wyróżnia się najbardziej niemoralnymi tekstami od czasów Dirty Deeds Done Dirt Cheap np. „Ballbreaker”, „The Furor” czy „Caught with Your Pants Down”
Album osiągnął 4. pozycję w USA oraz 6. w Wielkiej Brytanii.
Dwa tygodnie od rozpoczęcia amerykańskiej części trasy koncertowej, zespół musiał odwołać cztery koncerty, ponieważ Brian Johnson musiał uczestniczyć w pogrzebie w Wielkiej Brytanii, po niespodziewanej śmierci jego ojca. 28 stycznia 1996 r., natychmiast wyleciał do Brytanii po koncercie w San Antonio, USA. 3 lutego wrócił do USA, i wznowił trasę koncertową razem z zespołem od koncertu w Oakland.

## Lista utworów
Kompozytorami wszystkich utworów są Angus Young i Malcolm Young.
1. „Hard as a Rock” – 4:31
2. „Cover You in Oil” – 4:32
3. „The Furor” – 4:10
4. „Boogie Man” – 4:07
5. „The Honey Roll” – 5:35
6. „Burnin’ Alive” – 5:05
7. „Hail Caesar” – 5:14
8. „Love Bomb” – 3:14
9. „Caught with Your Pants Down” – 4:14
10. „Whiskey on the Rocks” – 4:35
11. „Ballbreaker” – 4:31

## Twórcy
- Brian Johnson – śpiew
- Angus Young – gitara prowadząca
- Malcolm Young – gitara rytmiczna
- Phil Rudd – perkusja
- Cliff Williams – gitara basowa